# Louis Colson
Pour les articles homonymes, voir Colson.
Louis Colson, né le 27 octobre 1875 à Toul et mort le 7 mars 1951 à Paris, est un général de l'armée française qui fut brièvement ministre de la Guerre au début du régime de Vichy, de juin à septembre 1940.

## Biographie
Polytechnicien (promotion 1896), il s'engage dans l'armée de terre, choisissant le génie. Il devient capitaine en 1904 puis suit les cours de l'École supérieure de guerre. Brillant élève, il obtient le brevet d'état-major à 31 ans. Il va alors faire pratiquement toute sa carrière au sein de différents états-majors.
Lorsqu'éclate la Première Guerre mondiale, il est nommé à l'état-major de la 10e armée. Il est nommé commandant le 27 février 1915 et finit la guerre comme sous-directeur de l'arrière au Grand quartier général. Colonel en décembre 1922, il prend le commandement du 9e régiment du génie de juillet 1924 à septembre 1926. Il réintègre ensuite l'état-major de l'armée (EMA). Il est nommé général de brigade en 1925 puis général de division en 1931. Le 31 août 1931, il est nommé major-général de l'EMA où il devient l'adjoint de Maurice Gamelin, chef d'état-major général nommé cette année-là en remplacement de Weygand. Colson devient membre du Conseil supérieur de la guerre en 1936 et est promu général d'armée cette même année.
Pendant la guerre d'Espagne, commandant le 4e bureau au ministère de la Guerre, il supervise avec Jean Moulin les envois d’armes français aux républicains espagnols : « Chaque fois que nous montions une grosse opération d’armement lourd dans un port, par exemple, c’était extraordinairement calé. Il fallait une harmonie et une coordination parfaites
des décisions entre Colson, au ministère de la Guerre, et la police de l’endroit, le préfet local, les Douanes, les chemins de fer, enfin les chefs de région militaire, pour nous couvrir en cas de coup dur ou d’incident. »
Au début de la Seconde Guerre mondiale, en septembre 1939, il est chef d'état-major de l'armée de l'intérieur. En poste au Grand Quartier général à Vincennes, il est avisé le 9 mai 1940 par le commandant Baril du 2e bureau (renseignements) de l'imminence de l'attaque entre le 8 et le 10 mai, lequel Baril suggère le rappel de tous les permissionnaires. Colson a une réponse étrangement paradoxale ; il dit « Pour quoi faire ? Ils ne sont pas prêts à se battre, l'Allemagne se désagrège ». Après la défaite, on le retrouve comme Ministre-secrétaire d'État à la Guerre, dans le Gouvernement Pétain, du 16 juin au 12 juillet 1940 (dernier ministre de la Guerre de la IIIe République ; il existe aussi pendant cette courte période un ministre de la Défense nationale, fonction occupée par Maxime Weygand). À ce titre, c'est lui qui signe la décision ministérielle du 22 juin 1940 qui annule la nomination de Charles de Gaulle comme général de brigade à titre temporaire (il avait été promu le 22 mai). Il est ensuite secrétaire d'État à la Guerre du 12 juillet au 6 septembre 1940 dans le premier gouvernement du régime de Vichy.
En juillet 1940, il invite les commandants de région, par une lettre manuscrite confidentielle, au mépris des conventions d’armistice, à camoufler le plus de matériels et d’approvisionnements militaires possible. Il soutient René Carmille durant le mois d’août 1940 dans sa proposition de créer un organisme civil susceptible de pallier secrètement la dissolution du service du recrutement. Il est alors mis à la retraite a 65 ans, le 23 août 1940, en application d'une loi adoptée le 2 août 1940 qui abaisse les limites d'âge pour tous les grades, Louis Colson est mis en retraite en même temps que les généraux Antoine Marie Benoit Besson, Georges Blanchard, Victor Bourret, Robert Touchon, Charles-Marie Condé, Jeanny-Jules-Marcel Garchery et Charles Noguès.
Traduit devant la Haute Cour de justice à la Libération, Louis Colson bénéficie le 28 mars 1946 d'un non-lieu pour faits de Résistance. Il est reconnu qu'il a joué double jeu et a freiné la livraison d'armes à la Wehrmacht en les camouflant.